# 신탄진역

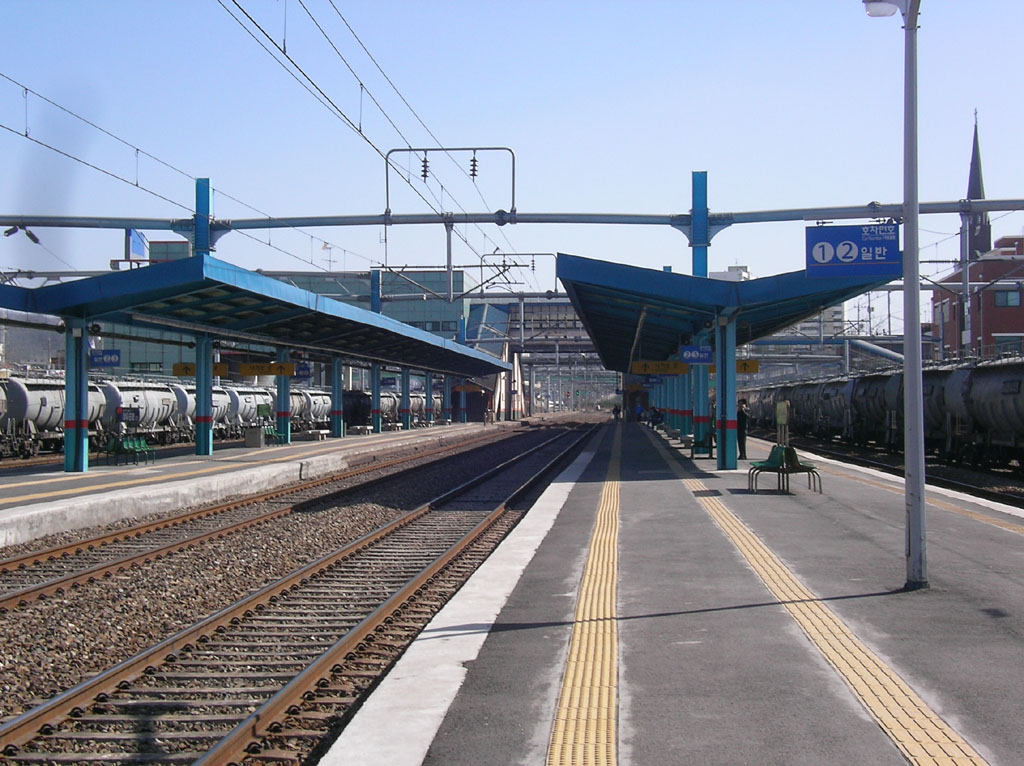
신탄진역 승강장

신탄진역(Sintanjin station, 新灘津驛)은 대전광역시 대덕구 신탄진동에 있는 경부선의 역이다. 인근에 대전철도차량정비단이 있어, 이를 연결하는 대전철도차량정비단선이 이 역에서 분기한다. 일부 ITX-새마을, ITX-마음과 상당수의 무궁화호가 정차한다.

## 역사
- 1905년 1월 1일 : 영업 개시
- 1999년 12월 23일 : 현 역사 준공
- 2010년 11월 1일 : 새마을호 무정차 통과
- 2014년 5월 1일 : 충북종단열차 운행 개시
- 2016년 1월 1일 : 충북선 누리로 개통으로 운행 개시
- 2016년 12월 9일 : 호남선·전라선 누리로 개통으로 운행 개시
- 2020년 3월 1일 : 호남선 누리로 운행 종료
- 2022년 11월 5일 : ITX-새마을 정차 개시
- 2023년 9월 1일 : ITX-마음 정차 개시

## 승강장
| ↑부강                                |
| ４３ \| ２１ \|                      |
| 서대전(호남선•전라선)↓/대전(경부선)↓ |

| 1~2 | 경부선 | ITX-새마을 ITX-마음 무궁화호 | 동대구 · 부산 · 진주 방면                                      |
| 1~2 | 호남선 | ITX-새마을 ITX-마음 무궁화호 | 익산 · 목포 · 광주 방면                                        |
| 1~2 | 전라선 | ITX-새마을 ITX-마음 무궁화호 | 전주 · 남원 · 여수EXPO 방면                                    |
| 3~4 | 경부선 | ITX-새마을 ITX-마음 무궁화호 | 조치원 · 천안 · 평택 · 수원 · 안양 · 영등포 · 용산 · 서울 방면 |

## 역 주변
- KT&G (역에서 남쪽으로 1.2km)
- 신탄진 시장

## 인접한 역
| 경부선                | 경부선            | 경부선                         |
| --------------------- | ----------------- | ------------------------------ |
| 조치원 서울 방면      | ITX-새마을 경부선 | 대전 부산 방면                 |
| 조치원 서울 방면      | ITX-마음 경부선   | 대전 부산 방면                 |
| 부강 서울 방면        | 무궁화호 경부선   | 대전 부산 · 대전 · 동대구 방면 |
| 충북선                |                   |                                |
| 부강 제천 · 영주 방면 | 무궁화호 충북선   | 대전 · 동대구 방면             |
| 호남선                |                   |                                |
| 조치원 용산 방면      | ITX-새마을 호남선 | 서대전 목포 방면               |
| 조치원 용산 방면      | ITX-마음 호남선   | 서대전 목포 방면               |
| 조치원 용산 방면      | 무궁화호 호남선   | 서대전 목포 방면               |
| 부강 용산 방면        | 무궁화호 호남선   | 서대전 광주 방면               |
| 전라선                |                   |                                |
| 조치원 용산 방면      | ITX-새마을 전라선 | 서대전 여수EXPO 방면           |
| 조치원 용산 방면      | ITX-마음 전라선   | 대전 여수EXPO 방면             |
| 부강 용산 방면        | 무궁화호 전라선   | 서대전 여수EXPO 방면           |